# Loivos e Póvoa de Agrações
Loivos e Póvoa de Agrações (oficialmente: União das Freguesias de Loivos e Póvoa de Agrações) é uma freguesia portuguesa do município de Chaves, com 19,01 km² de área e 586 habitantes (censo de 2021). A sua densidade populacional é 30,8 hab./km².

## História
Foi constituída em 2013, no âmbito de uma reforma administrativa nacional, pela agregação das antigas freguesias de Loivos e Póvoa de Agrações e tem a sede em Loivos.

## Demografia
A população registada nos censos foi:
| Distribuição da População por Grupos Etários | Distribuição da População por Grupos Etários | Distribuição da População por Grupos Etários | Distribuição da População por Grupos Etários | Distribuição da População por Grupos Etários | Distribuição da População por Grupos Etários |
| -------------------------------------------- | -------------------------------------------- | -------------------------------------------- | -------------------------------------------- | -------------------------------------------- | -------------------------------------------- |
| Antes da agregação                           |                                              |                                              |                                              |                                              |                                              |
| Ano                                          | 0-14 anos                                    | 15-24 anos                                   | 25-64 anos                                   | >= 65 anos                                   | Total                                        |
| 2001                                         | 112                                          | 136                                          | 443                                          | 232                                          | 923                                          |
| 2011                                         | 79                                           | 64                                           | 371                                          | 225                                          | 739                                          |
| Após a agregação                             |                                              |                                              |                                              |                                              |                                              |
| Ano                                          | 0-14 anos                                    | 15-24 anos                                   | 25-64 anos                                   | >= 65 anos                                   | Total                                        |
| 2021                                         | 38                                           | 45                                           | 266                                          | 237                                          | 586                                          |